# ウィンリック・コルベ
ウィンリック・コルベ（Winrich Kolbe、1940年8月9日 - 2012年9月）は、ドイツ出身でアメリカ合衆国で活動したテレビ監督、プロデューサーである。『スタートレック』の4つのシリーズで累計48話を監督しており、その中にはヒューゴー賞を獲得した「永遠への旅」も含まれる。

## 生涯
ドイツで生まれる。1970年代からテレビでのキャリアが始まり、『宇宙空母ギャラクチカ』のアシスタントプロデューサーを務めていた。同番組の18話「バルターの再反乱!奪われたシャトルを救え」では監督を務めた。『スタートレック』以前には他に『ナイトライダー』、『私立探偵スペンサー』に参加しており、後に『ディープ・スペース・ナイン』に出演するエイヴリー・ブルックスとコラボレーションした。
『スター・トレック』では『新スタートレック』、『ヴォイジャー』、『ディープ・スペース・ナイン』、『エンタープライズ』の4シリーズで累計48話を監督した。そのエピソードの中には『新スタートレック』最終回でヒューゴー賞映像部門を受賞した「永遠への旅」も含まれている。コルベは『ヴォイジャー』のシリーズ第1話「遥かなる地球へ」を監督した上、キャスティングにも関与した。艦長を女性にするようにパラマウント映画に勧めたスタッフの1人である。
2003年に監督を引退し、その後はサバナ芸術デザイン大学で2007年まで教授を務めた。2012年9月に亡くなる。